# Apaturopsis paulianii
Apaturopsis paulianii är en fjärilsart som beskrevs av Pierre E.L. Viette 1962. Apaturopsis paulianii ingår i släktet Apaturopsis och familjen praktfjärilar. Inga underarter finns listade i Catalogue of Life.